# 공주 남혈사지
공주 남혈사지(公州 南穴寺址)는 대한민국 충청남도 공주시 금학동 남산에 있는 남혈사의 터이다. 1982년 12월 31일 충청남도의 기념물 제35호로 지정되었다.

## 개요
남혈사지는 공주시 금학동(金鶴洞) 남산에 있는 남혈사의 터로, 서북쪽의 망월산에 있는 서혈사지(西穴寺址)와 마주 보고 있다. 서혈사와 함께 백제시대에 창건된 사찰로 추정되며, 고려의 고승 정진(靜眞)이 출가한 명찰(名刹)로 알려져 있다.
절터에서는 연화문(蓮花文)기와·명문(銘文)기와와 육조(六朝)양식의 금동보살입상(金銅菩薩立像)의 동체(胴體)가 발견되었다. 또한 석탑의 지대석(地臺石)과 탑재(塔材), 원래 자리에서 옮겨진 것으로 보이는 주초(柱礎)와 우물터 등이 발견되었다.
또한 주변에 석굴이 있어 공주 주미사지(舟尾寺址)·서혈사지․정지사지·금학동 사지·웅진동 사지 등과 함께 석굴사원으로 추정된다. 석굴은 절터 동편에 위치해 있는데, 자연 동굴을 이용한 것으로 동서 길이 26m, 남북 너비 1.85m, 높이 2.35m이다. 굴 내부는 전실(前室)과 후실(後室)로 구분되는데 전실에서 앞의 금동보살입상이 발견된 것이다. 북쪽 벽에는 불상을 안치하였던 것으로 보이는 층대가 있다.
절은 탑지를 중심으로 해서 동남쪽으로 완만한 경사를 이룬 밭 일대에 세웠을 것으로 추정된다. 받침돌을 이용하여 축대를 쌓은 흔적이 보이며 석굴 입구 앞 서쪽으로 3단 정도의 계단식 대지가 펼쳐져 있다.

## 참고 자료
- 공주남혈사지 - 국가유산청 국가유산포털